# Ciudad Satélite Maipú
Ciudad Satélite Maipú es un barrio localizado en la comuna de Maipú, en Santiago, Chile. 
La localidad está cerca de otros barrios, como la Villa El Abrazo y Los Bosquinos en Maipú y Santa Rosa de Chena y El Trébol, en Padre Hurtado.

## Historia
Comenzó a desarrollarse a fines de los años 1980 con el nombre de Los Parques de Maipú, siguiendo el modelo de ciudad planificada, en el límite occidental de la comuna con Padre Hurtado, en el kilómetro 21 de Camino a Melipilla. 
Durante la década de los años 1990, el barrio comenzó a ampliarse, convirtiéndose en uno de los principales conjuntos habitacionales de Maipú durante el gran auge inmobiliario que vivió dicho sector de la ciudad, convirtiéndose en uno de los barrio dormitorio del Gran Santiago. La constructora Socovesa, encargada del proyecto, reemprendió a comienzos del 2000 la construcción de Ciudad Satélite 2, desarrollando nuevos conjuntos habitacionales y micro-condominios.

## Población
De acuerdo al censo 2017, la población alcanzaba las 27.084 personas. La mayor parte de sus habitantes corresponden a familias de estratos medio y medio alto (C3 y C2), que han migrado del núcleo central de la ciudad a un espacio aislado del ruido y la contaminación. El barrio cuenta con diversos servicios comerciales, bancos, centros médicos, estaciones de servicio y tres supermercados. El tamaño de las casas varían entre los 46 m² y 140 m². 

## Organización vecinal
A nivel de organización vecinal, ha existido juntas de vecinos y un comité de adelanto, estando hoy vigente solo una organización territorial denominada Junta de Vecinos Ciudad Satélite de Maipú ubicada en Plaza Las Diademas. Dichas organizaciones han tenido la misión de expresar solicitudes varias a la autoridad comunal de turno.

## Sectores

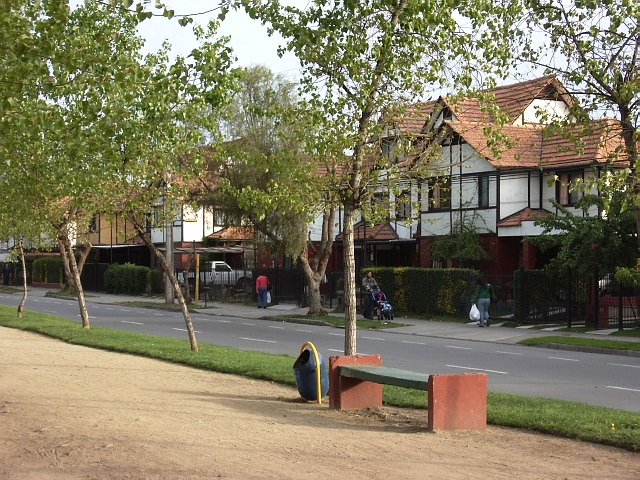
Viviendas localizadas en uno de los sectores más antiguos de Ciudad Satélite.

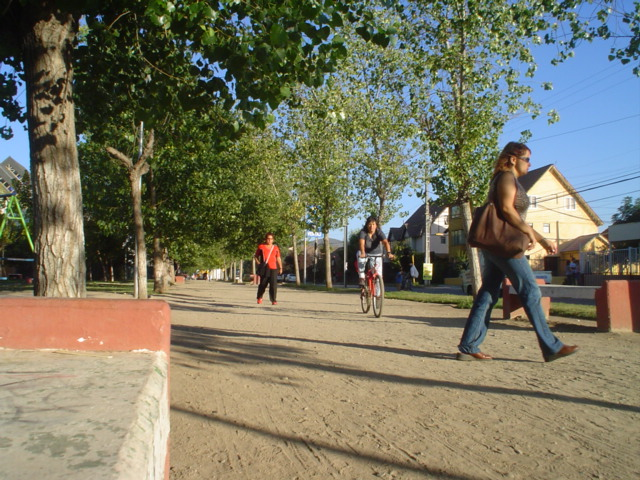
Parque Central de Ciudad Satélite.

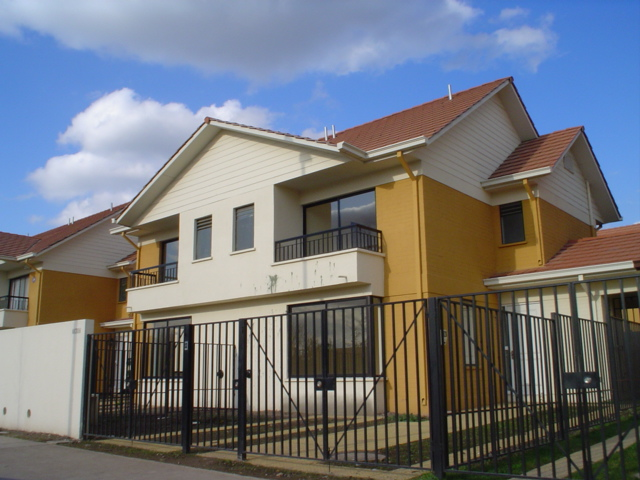
Viviendas Ciudad Satélite 2.

La Ciudad Satélite está organizada en una serie de sectores (o microbarrios), que corresponden a las diversas etapas de construcción de los conjuntos inmobiliarios. En una primera etapa, las viviendas estaban aglomeradas en torno a pequeñas plazas, dando paso posteriormente a residencias con accesos cerrados y condominios.
Zonas Etapa 1: 1988 - 1995 (Ciudad Satélite 1)
- Plaza Las Aralias
- Plaza El Bambú
- Plaza El Cactus
- Plaza Las Diademas
- Plaza El Eucaliptus
- Plaza El Filodendro
- Plaza El Gomero

Zonas Etapa 2: 1995 - 1999 (Ciudad Satélite 1)
- Plaza La Cascada
- Plaza El Helecho
- Plaza El Hibisco
- Plaza El Jacarandá
- Plaza El Liquidambar
- Sector Madreselvas
- Sector Mirasol

Zonas Etapa 3: 2000 - 2017 (Ciudad Satélite 2)
- Barrio Andino
- Barrio Atacama
- Barrio Austral
- Barrio Central
- Barrio Magallanes
- Barrio Norte
- Barrio Patagonia
- Barrio Pacífico
- Barrio Quilín
- Condominio Patagonia I y II
- Condominio Cordillera
- Condominio Oriente
- Condominio Barrio Oriente II
- Condominio Los Valles

Zonas Etapa 4: 2014 - actualidad (Ciudad Satélite 2)
- Barrio Lautaro

Zonas Etapa 5: 2017 - actualidad
- Casa Quinta (si bien no es el concepto de Ciudad Satélite como tal, está prácticamente "pegada" al último rincón del barrio hacía Lautaro)

## Equipamiento

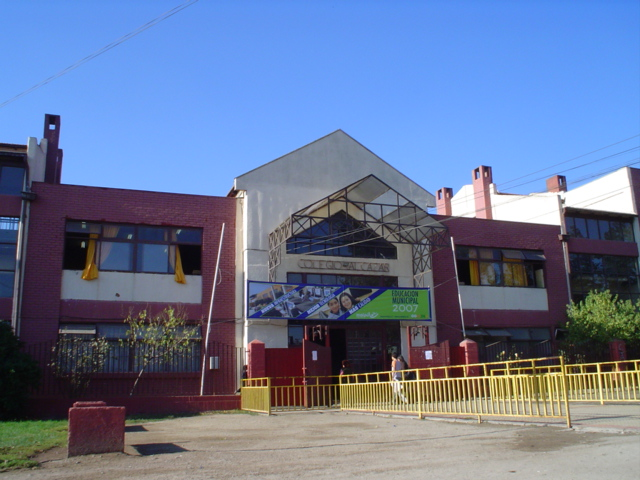
Colegio Alcázar, gestionado por la Municipalidad de Maipú.

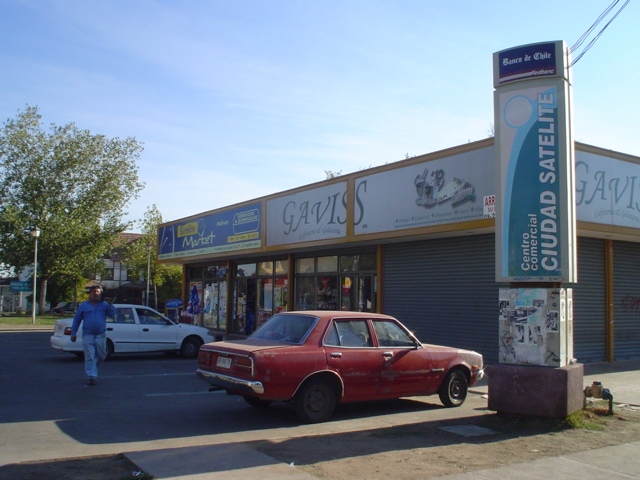
Centro Comercial ubicado en el Parque Central de Ciudad Satélite.

Ciudad Satélite ha desarrollado un amplio sistema de servicios para el abastecimiento de sus habitantes
Educación municipal
- Colegio Alcázar (enseñanza básica)

Educación particular o particular subvencionada
- Colegio Altair (enseñanza básica y media)
- Colegio Castelgandolfo (enseñanza básica y media)
- Colegio Los Alpes (enseñanza básica y media)
- Colegio Madre de Jesús (enseñanza básica y media)
- Colegio San Francisco Misionero (enseñanza básica y media)
- Colegio Saint Louis School (enseñanza básica y media)
- Jardín Infantil Vitamina
- Jardín Infantil Dinopola
- Jardín Infantil Mis días felices
- Jardín Infantil Cari Bambini
- Escuela de Lenguaje Adrianna Berzins
- Escuela de Lenguaje Niños de Jesús
- Escuela de Párvulos Exploradores del Mundo

Comercio
- Banco Estado Express y cajeros ATM (ACuenta, Petrobras, Santa Isabel Parque Central y Santa Isabel Patio Center)
- 2 centros bip!
- Centro Comercial Ciudad Satélite
- 5 farmacias multinacionales (2 Cruz Verde, 1 Farmacia Ahumada, 1 Farmacia SalcoBrand y próximamente 1 Farmacia del Doctor Simi)
- Farmacias locales (Del Parque, Ibiza, La Font, Farmamarket, Falmez, entre otras)
- Farmacia Municipal (próximamente en Centro de Atención Municipal CAM Satélite)
- Supermercado Santa Isabel
- Supermercado Santa Isabel Patio Center
- Centro Comercial Patio Center
- Supermercado SuperBodega aCuenta
- Supermercado Mayorista 10
- Servicentro Petrobras
- Servipag (interior Santa Isabel Parque Central)
- Heladería Grido
- Peluquerías, centros de Internet, almacenes, bazares, botillerías, panaderías, mascoterías, restaurantes, entre otros.
- Salón de pool plaza Bambú

Seguridad
- 51.ª Subcomisaría Maipú Oriente, Carabineros de Chile
- Bomberos El Alcázar
- Módulo de Seguridad DIPRESEC (actualmente solo funcionando el ubicado en Alcalde Infante Larraín esquina Lautaro. El de Camino Melipilla esquina Parque Central fue destruido en octubre de 2019)

Otros
- Club Resort El Coliseo
- Skate Park municipal (Parque Central)
- Centro de Atención Municipal Ciudad Satélite (CAM)
- Parroquia Nuestra Señora de la Visitación
- Parque Canino (Parque Central)

## Transporte

### Vías de conectividad vehicular

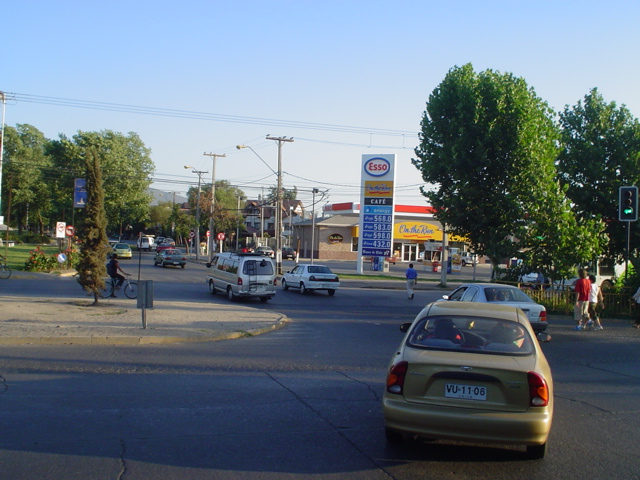
Acceso principal a Ciudad Satélite desde Camino a Melipilla.

A lo largo de Ciudad Satélite, existen diversos accesos tanto para entrada como salida del sector, ya sea hacia el centro de Maipú, Calera de Tango, Lo Espejo o Padre Hurtado.
La red vial de Ciudad Satélite está organizada principalmente dentro de cada sector, los cuales son atravesados por cuatro vías principales. El eje vertebral es la Avenida Parque Central, dividida en Oriente y Poniente por un amplio bandejón central en el que se encuentra un parque, un colegio, dos iglesias e incluso un supermercado. Avenida Parque Central además, corresponde a la principal vía de acceso y salida del barrio, al estar conectada con Camino a Melipilla. 
Las avenidas Alcázar Oriente y Alcázar Poniente atraviesan centralmente los sectores de las primeras etapas de Ciudad Satélite y es donde se localizan las principales plazas. La Avenida José Luis Infante Larraín es el eje estructural de los barrios de la Ciudad Satélite 2 junto a la Avenida Jorge Guerra, que permite el acceso a Camino a Lonquén por la parte posterior de la Ciudad Satélite.
También cuenta con Avenida El Parque Sur que conecta con el parque de nombre homónimo, y Avenida El Parque, donde se llega al último condominio de la denominada Ciudad Satélite 2 hacía 2014.
Además, se cuenta a la calle Lautaro como una vía de tipo irregular (no pavimentada) que permite la salida de vehículos hacía el sector de Lonquén.

### Transporte público: De las amarillas a Red Movilidad

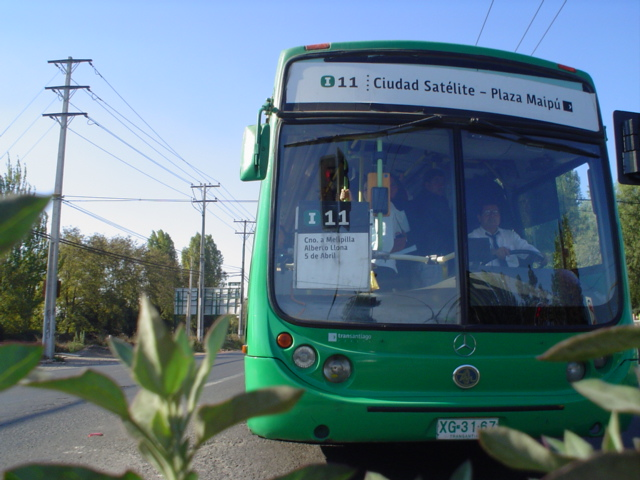
Microbús correspondiente al recorrido I11 Ciudad Satélite - Plaza de Maipú.

Hasta el 9 de febrero de 2007, la villa contó con 4 recorridos formales de buses urbanos:
- 379 Maipú—Peñalolén: Alcázar Poniente, Parque Central Oriente, Camino a Melipilla, Pajaritos, Alameda, Providencia, Pedro de Valdivia, Froilán Roa.
- 379-A Ciudad Satélite—Plaza Italia: Alcázar Poniente, Parque Central Oriente, Camino a Melipilla, Pajaritos, Alameda, Plaza Italia
- 615 Ciudad Satélite—Villa La Reina: Alcázar Poniente, Parque Central Oriente, Camino a Melipilla, Pajaritos, Alameda, Estación Central, Blanco Encalada, Manuel Antonio Matta, Irarrázaval, Larraín.
- ES-04 Ciudad Satélite—Santiago Centro: Parque Central Poniente, Parque Central Oriente, Camino a Melipilla, Ramón Subercaseaux, Blanco Encalada, Alameda, La Moneda.

Estos cuatro servicios fueron reemplazados el 10 de febrero con la implementación de Transantiago por el recorrido I11 Ciudad Satélite - Plaza Maipú. Este parte en la Ciudad Satélite 2, pasa por Parque Central, llega a Camino a Melipilla y llega a la Plaza de Armas de Maipú por Alberto Llona, permitiendo conectar con la estación homónima del Metro de Santiago. El recorrido de vuelta se inicia ahí mismo y llega a Camino a Melipilla por Avenida Pajaritos, entrando posteriormente a la villa a través de Parque Central Poniente y entrando a la Ciudad Satélite 2 por Lago Carezza.   Además, desde diciembre de 2007 se implementó el servicio 113 Ciudad Satélite - Santiago Centro, el cual conecta directamente a la villa con el centro de la capital. El servicio recorre Camino a Melipilla y Avda. Pedro Aguirre Cerda para luego conectar con Buzeta, Avenida Carlos Valdovinos, Autopista Central, Ñuble, Lord Cochrane, Diez de julio, Dieciocho y Alameda. El servicio de retorno parte en Alameda con Nataniel, siguiendo posteriormente las calles Tarapacá y San Ignacio, para llegar luego a Carlos Valdovinos y conectar nuevamente con Avenida Pedro Aguirre Cerda y Camino a Melipilla. Este servicio tiene la variante expresa 113e, que funciona únicamente en horario punta (en la mañana sólo hacia el centro, y en la tarde sólo hacia Ciudad Satélite) durante días hábiles. El recorrido de ida es por Camino a Melipilla, Autopista Vespucio Sur, Autopista Central hasta Toesca llegando a Alameda. El servicio de retorno parte en Nataniel y sigue por Tarapacá para continuar el recorrido anterior pero de forma inversa. Los paraderos intermedios son Villa El Abrazo, Villa San Juan y Plaza Oeste.   Desde febrero de 2011, se modificó el servicio 111 para extenderlo hasta Ciudad Satélite, conectándola con la estación Pajaritos del Metro, el Mall Arauco Maipú y la Plaza de Maipú. Existen también diversos recorridos de taxis colectivos hacia Padre Hurtado y el centro de Maipú, además de los buses interprovinciales que circulan por Camino a Melipilla.
En la actualidad se cuenta con los siguientes recorridos de la Red Metropolitana de Movilidad:
- I11 Ciudad Satélite - Rinconada: Av. Alcalde José Luis Infante Larraín, Parque Sur, Parque Central, Camino a Melipilla, Alberto Llona, 5 de Abril (Plaza de Maipú), Rinconada.
- 113 Ciudad Satélite - Santiago Centro: Parque Central, Camino a Melipilla, Pedro Aguirre Cerda, Buzeta, Carlos Valdovinos, Autopista Central, Ñuble, Lord Cochrane, 10 de Julio, Dieciocho, Alameda.
- 113e Ciudad Satélite - Santiago Centro: Parque Central, Camino a Melipilla, Autopista Vespucio Sur, Autopista Central, Metro Toesca, Alameda.
- 113c Ciudad Satélite - Metro Cerrillos: Parque Central, Camino a Melipilla, Metro Cerrillos.
- 111 Ciudad Satélite - Metro Pajaritos: Parque Central, Camino a Melipilla, Pajaritos, Plaza de Maipú, Mall Arauco Maipú, Pudahuel, Metro Pajaritos.
- I11n Ciudad Satélite - Plaza de Maipú: Av. Alcalde José Luis Infante Larraín, Parque Sur, Parque Central, Camino a Melipilla, Av. 4 Poniente, C. Israel, Egipto, Las Industrias, Av. 4 Poniente, Camino a Melipilla, Alberto Llona, 5 de Abril.

### Transporte público: Sistema de taxis colectivos
Ciudad Satélite tiene cobertura de taxis colectivos que conectan el barrio de forma intermedia entre Padre Hurtado y el centro de Maipú:
- 6050 SOCIEDAD DE TRANSPORTE DE PASAJEROS: 38 vehículos
- 6053 SOCIEDAD DE TRANSPORTES DE PASAJEROS SEIS LTDA: 20 vehículos
- 6054 SOCIEDAD DE TRANSPORTES DE PASAJEROS SEIS LTDA: 32 vehículos
- 6055 SOCIEDAD DE TRANSPORTES SUPER DRIVER S.A: 14 vehículos
- 6056 SOCIEDAD DE TRANSPORTES SUPER DRIVER S.A: 30 vehículos

### Transporte público: Estación de Trenes Alameda Melipilla
Para 2027 se proyecta la puesta en marcha del proyecto TAM (Tren Melipilla Estación Central), el cual incluye la Estación Ciudad Satélite, ubicada frente al barrio de homónimo nombre. La ubicación estará más cercana al Barrio Los Bosquinos, y contará con tres accesos, siendo el principal al costado del servicentro Petrobras (terreno baldío existente), un segundo al costado de pasarela por Camino Melipilla y un tercero hacía calle San Manuel.
La estación tendrá la particularidad de ser de carácter de tipo intermodal, al ser límite con la comuna de Padre Hurtado, permitiendo la llegada de recorridos rurales y de Red Movilidad en la misma, además de implementaciones complementarias como aparcaderos de bicicletas.